# Przemysław Zamojski
Przemysław Zamojski (ur. 16 grudnia 1986 w Elblągu) – polski koszykarz występujący na pozycji rzucającego obrońcy, 10-krotny mistrz Polski. Brązowy medalista mistrzostw świata w koszykówce 3x3 2019.

## Życiorys
Karierę sportową rozpoczął w drużynie Truso Elbląg. W sezonie 2005/06 grał w lidze NCAA, w college’u Independence Community College. Przed sezonem 2006/07 przeszedł do Prokomu Trefla Sopot. Oprócz występów w PLK był również podstawowym zawodnikiem i najlepszym strzelcem pierwszoligowych rezerw tego klubu. W pierwszym zespole zdobywał średnio 2,9 pkt podczas średnio 7 minut spędzanych na parkiecie. W następnym sezonie jego rola w drużynie z Sopotu nieznacznie wzrosła – 7,5 minuty na parkiecie i przeciętnie 3,7 punktu. Większą rolę w rotacji Zamojski zyskał w sezonie 2008/09, gdy odwdzięczał się trenerowi Pačėsasowi za zaufanie coraz lepszą grą zarówno w ataku, jak i obronie. Od 2009 r. Zamojski grał już przede wszystkim w pierwszej drużynie Asseco Prokom Sopot. Regularnej grze przeszkadzały jednak kontuzje, przez co gracz stracił większość sezonu 2009/10 i niemal cały następny. Najlepiej grał w sezonie 2011/12, kiedy notował 10,5 punktu na polskich parkietach. W 2012 r. opuścił drużynę Prokomu, podpisując kontrakt z Treflem Sopot. Na początku stycznia 2012 r. rozwiązał jednak umowę z sopockim klubem i wrócił do Gdyni. W lipcu 2013 r. podpisał kontrakt ze Stelmetem Zielona Góra. 10 lipca 2020 przeszedł do Anwilu Włocławek. 23 czerwca 2021 zakończył karierę zawodniczą w koszykówce 5x5, by w pełni skupić się na koszykówce 3x3.
Jego postać można znaleźć w grze NBA 2K15.

## Osiągnięcia
Stan na 27 sierpnia 2020, na podstawie, o ile nie zaznaczono inaczej.
Drużynowe
- Mistrz Polski (10x): (2007, 2008, 2009, 2010, 2011, 2012, 2015, 2016[8], 2017[9], 2020)
- Wicemistrz Polski (2014)
- Zdobywca:
  - pucharu Polski (3x): (2008, 2015, 2017)
  - superpucharu Polski (2012, 2015)
- Finalista:
  - pucharu Polski (2009, 2016, 2018)[10]
  - superpucharu Polski (2013, 2016[11], 2017[12], 2020[13])
- Ćwierćfinalista Euroligi (2010)
- Uczestnik rozgrywek:
  - Euroligi (2006–2010, 2011/2012, 2013/2014, 2015/2016)
  - Eurocup (2012–2016)
  - VTB (2011/2012, od 2018)
  - Ligi Mistrzów FIBA (2016–2018)
  - FIBA Europe Cup (2016/2017)

Indywidualne
- MVP Pucharu Polski (2015)[14]
- Wybrany do meczu gwiazd:
  - Polska vs gwiazdy PLK (2009 – powołany, nie wystąpił)
  - PLK (2013, 2014)
- Zwycięzca konkursu rzutów za 3 punkty podczas meczu gwiazd PLK (2013)[15]
- Zaliczony do:
  - II składu PLK (2014 przez dziennikarzy)[16]
  - III składu PLK (2012, 2017 przez dziennikarzy)[16][17]
- Uczestnik konkursu wsadów podczas meczu gwiazd PLK (2013)[18]
- Lider sezonu regularnego PLK w skuteczności rzutów za 3 punkty (2013)[19]

Reprezentacja
- Brązowy medalista mistrzostw świata 3x3 (2019)[1]
- Uczestnik mistrzostw Europy (2013 – 21. miejsce, 2015 – 11. miejsce, 2017 – 18. miejsce)

## Statystyki
| Kariera (PLK) | Kariera (PLK)        | Średnio na mecz | Średnio na mecz | Średnio na mecz |
| Sezon         | Klub                 | pkt             | zb              | as              |
| ------------- | -------------------- | --------------- | --------------- | --------------- |
| 2006/07       | Prokom Trefl Sopot   | 2,9             | 0,9             | 0,7             |
| 2007/08       | Prokom Trefl Sopot   | 3,7             | 1,2             | 0,7             |
| 2008/09       | Asseco Prokom Sopot  | 6,3             | 2,3             | 1,1             |
| 2009/10       | Asseco Prokom Gdynia | 5,3             | 1,5             | 0,6             |
| 2010/11       | Asseco Prokom Gdynia | 0,0             | 0,0             | 0,0             |
| 2011/12       | Asseco Prokom Gdynia | 10,5            | 3,6             | 0,9             |

| Kariera (I liga) | Kariera (I liga)     | Średnio na mecz | Średnio na mecz | Średnio na mecz |
| Sezon            | Klub                 | pkt             | zb              | as              |
| ---------------- | -------------------- | --------------- | --------------- | --------------- |
| 2007/08          | Prokom Trefl Sopot   | 14,8            | 4,7             | 2,3             |
| 2008/09          | Asseco Prokom Sopot  | 22,1            | 5,7             | 1,8             |
| 2009/10          | Asseco Prokom Gdynia | 20,0            | 2,5             | 1,5             |

| Kariera (II liga) | Kariera (II liga)    | Średnio na mecz | Średnio na mecz | Średnio na mecz |
| Sezon             | Klub                 | pkt             | zb              | as              |
| ----------------- | -------------------- | --------------- | --------------- | --------------- |
| 2006/07           | Prokom Trefl Sopot   | 17,3            | b.d.            | b.d.            |
| 2009/10           | Asseco Prokom Gdynia | 23,0            | 3,7             | 1,7             |

| Rekordy PLK | Rekordy PLK | Rekordy PLK       | Rekordy PLK       |
|             | liczba      | data              | przeciwnik        |
| ----------- | ----------- | ----------------- | ----------------- |
| Punkty      | 28          | 30 listopada 2008 | AZS Koszalin      |
| Zbiórki     | 9           | 13 lutego 2010    | AZS Koszalin      |
| Asysty      | 6           | 18 stycznia 2009  | Stal Ostrów Wlkp. |